# Тимошкина, Наталья Леонидовна
Наталья Леонидовна Тимошкина (в девичестве Шерстюк; род. 25 мая 1952) — советская гандболистка, заслуженный мастер спорта СССР (1976). Олимпийская чемпионка.

## Биография
Чемпионка олимпийских игр 1976 года и 1980 года, серебряный призёр чемпионатов мира 1975 и 1978 годов, бронзовый призёр чемпионата мира 1973. Член сборной СССР по гандболу с 1969 г.
Чемпионка СССР 1969—1975 и 1977—1979. Окончила Киевский институт физической культуры, играла за «Спартак».
Награждена Орденом княгини Ольги III степени (2002).
На данный момент работает преподавателем физкультуры в университете имени О. О. Богомольца.